# Joseph-Anne-Marie de Moyriac de Mailla
Joseph-Anne-Marie de Moyriac de Mailla (geb. 16. Dezember 1669 in Château de Maillat, Moirans, heute im Département Isère; gest. 28. Juni 1748 in Peking), mit chinesischem Namen Feng Bingzheng, war ein französischer Jesuit, Missionar in China, Historiker, Literat, Kartograph und Mathematiker.

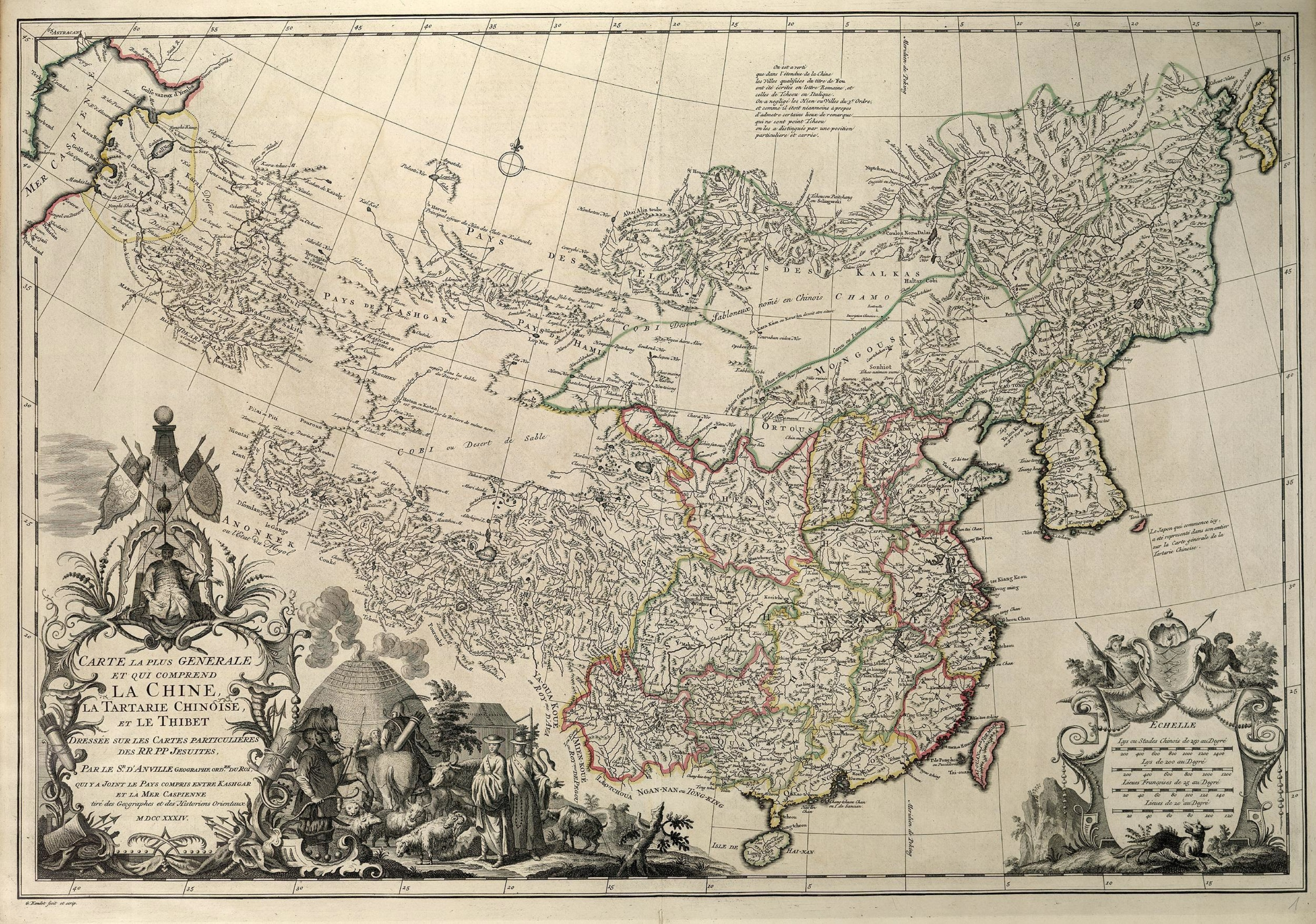
Große Karte Chinas, von d’Anville gemäß den Vorlagen der jesuitischen Patres 1734 erstellt.

## Leben und Werk
Nach Abschluss seines Studiums trat er in die Gesellschaft Jesu ein und wurde 1701 als Missionar nach China geschickt. Nachdem er sich gründliche Kenntnisse der chinesischen Sprache und Schrift angeeignet hatte, beauftragte ihn Kaiser Kangxi mit der kartografischen Darstellung einiger Provinzen des Reiches. Die Provinzen Henan, Zhejiang und Fujian sowie die Insel Formosa fielen dabei de Mailla zu, zusammen mit Jean-Baptiste Régis (1663/4–1738) und Roman Hinderer (1668–1744). Als das Werk vollendet war, verlieh der Kaiser Pater Mailla als Zeichen seiner Zufriedenheit den Rang eines Mandarins. Seine Kenntnisse der mandschurischen Sprache ermöglichten es ihm, das Tongjian gangmu (通鑒綱目, 通鉴纲目; Thoung-kian-kang-mou) ins Französische zu übersetzen. 1730 wurde die Übersetzung fertiggestellt und 1737 nach Frankreich geschickt; sie verblieb allerdings 30 Jahre lang in der Bibliothek des Lyoner Kollegs, da die Person, die sie veröffentlichen sollte, gestorben war. Nach der Aufhebung der Gesellschaft Jesu vertrauten die Verantwortlichen des Kollegs das Manuskript dem Abbé Grosier (1743–1823) an, unter der Bedingung, dass er es veröffentlichen würde. Das Werk wurde in Paris unter dem Titel Histoire générale de la Chine, ou Annales de cet Empire; traduit du Tong-kien-kang-mou par de Mailla, Paris, 1777–1783 veröffentlicht. Die italienische Übersetzung in 36 Bänden, gedruckt in Siena von Francesco Rossi, stammt aus der gleichen Zeit.
Moyriac de Mailla ist auch der erste europäische Gelehrte, dem eine gründliche Kenntnis des Shujing verdankt wird, des klassischen Geschichtswerks der Chinesen; die meisten seiner Bücher wurden in seine Übersetzung aufgenommen. Um die Arbeit der Mission zu fördern, stellte Mailla auch einige erbauliche Bücher in chinesischer Sprache zusammen, darunter das Shengshi churao (盛世刍荛). In den Lettres édifiantes finden sich einige interessante Briefe von ihm über die Christenverfolgung, die zu seiner Zeit in China stattfand. Als er in seinem 79. Lebensjahr starb, wurde er auf Kosten des Kaisers Qianlong beigesetzt, wobei viele Menschen bei der Trauerfeier anwesend waren.

## Werke
- Histoire générale de la Chine, ou Annales de cet Empire; traduit du Tong-kien-kang-mou par de Mailla, Paris, 1777–1783, in 12 Bänden, mit Karten und Plänen (Digitalisate)
  - Storia generale della Cina ovvero Grandi annali cinesi tradotti dal Tong-Kien-Kang-Mou dal padre Giuseppe-Anna-Maria de Moyrac de Mailla. Pubblicati dall'abate Grosier e diretti dal signor Le Roux des Hautesrayes. Traduzione italiana dedicata a sua altezza reale Pietro Leopoldo. Tomo I-XXXVI. Siena, Francesco Rossi a spese di Vincenzo Pazzini Carli e figli, e Luigi e Benedetto Bindi 1777–1781, Siena
- Lettre sur les caractères chinois (1725). Boubers, Brüssel 1773 (Digitalisat der Bayerischen Staatsbibliothek).
- Shengshi churao《盛世刍荛》